# Adolf Pons i Umbert
Adolf Pons i Umbert (Barcelona, 11 de setembre de 1873 – Madrid, 7 de setembre de 1945) fou un funcionari i intel·lectual espanyol, acadèmic de la Reial Acadèmia de Ciències Morals i Polítiques.

## Biografia
Adolf Pons va néixer al carrer dels Banys Nous de Barcelona, fill del diputat català Frederic Pons i Montells i de la seva esposa Carme Umbert i Gil, ambdós naturals de Barcelona, i net del polític reusenc Marian Pons Tàrrech. El 1874 la família es traslladà a Madrid, on Adolf va estudiar a l'Institut Cardenal Cisneros i es llicencià en dret el 1895. Va fundar la revista Gil Blas amb el seu amic Adolfo Bonilla y San Martín, i col·laborà als diaris La Publicidad, de Barcelona, el Heraldo de Madrid i La Correspondencia de España de Madrid. En 1891 ingressà per oposició al cos d'escrivans del Congrés dels Diputats i en 1893 fou nomenat acadèmic numerari de la Reial Acadèmia de Jurisprudència i Legislació. En 1909 va ascendir-hi a oficial d'arxiu i el 1933 a cap adjunt de l'Administració civil. De 1906 a 1907 José Canalejas el va nomenat secretari polític del Congrés. El 1920 fou escollit membre de la Reial Acadèmia de Ciències Morals i Polítiques amb el discurs La crisis del régimen parlamentario (Concepto del legislador) (1922). També fou membre de l'Acadèmia de Bones Lletres de Barcelona (1908) de la Real Academia Hispanoamericana de Ciencias y Artes de Cadis (1918) i de la Real Academia Sevillana de Buenas Letras (1923).
Es dedicà a l'estudi del dret parlamentari, a la història parlamentària d'Espanya, al funcionament de les Corts Espanyoles i a l'estudi de personatges històrics com Antonio Cánovas del Castillo i Francisco Romero Robledo. Va mantenir estrets lligams amb Catalunya, ja que anava a estiuejar a l'Arboç, però va escriure algunes dissertacions valorant força negativament el catalanisme.
En esclatar la guerra civil espanyola fou apartat del servei per desafecció a la Segona República Espanyola, ja que fou un dels acadèmics que va donar suport actiu al nou règim. Establert a Burgos, fou un dels 21 acadèmics i juristes que el 21 de desembre de 1938 elaboraren el Dictamen sobre la ilegitimidad de los poderes actuantes el 18 de julio de 1936. El 1939 fou nomenat president interí de la Reial Acadèmia de Jurisprudència i Legislació i readmès en el seu càrrec al Congrés dels Diputats.
Es va jubilar en 1943. Va morir a Madrid en 1945 i fou enterrat a la Sacremental de San Lorenzo.

## Obres
- Cánovas del Castillo(Madrid, Imp. de los Hijos de M.G. Hernández, 1901. 637 pp.)
- Organización y funcionamiento de las Cortes según las Constituciones españolas y Reglamentación de dicho cuerpo colegislador (Madrid, Hijos de M.G. Hernández, 1906. LXXXIV, 773 pp.)
- Del regionalismo en Cataluña: Comentarios a un libro (Madrid, Revista General de Legislación, 1902. 79 pp.)
- Peligro nacional: estudios e impresiones sobre el catalanismo (Madrid, s.n.,1901. 128 pp.)
- Vagando: Colección de artículos (Madrid, Imp. de los Hijos de M.G. Hernández, 1903. 299 pp.)
- El deber social: Notas de pedagogía política (Madrid, Imp. de los Hijos de M.G. Hernández, 1905. 79 pp.)
- Historia política y parlamentaria del Excmo. Sr. D. Francisco Romero Robledo: su influencia en la evolución de los partidos, sus principales discursos (Madrid, Imp. de Valentín Tordesillas, 1916. 1024 pp.)
- Prerrogativa del Congreso de los Diputados para el examen de las calidades y legalidad de la elección de sus individuos (Madrid, Est. Tipográfico, 1910. 155 pp.),